# Leurus nostrus
Leurus nostrus är en stekelart som beskrevs av Ian D. Gauld och Sithole 2002. Leurus nostrus ingår i släktet Leurus och familjen brokparasitsteklar. Inga underarter finns listade i Catalogue of Life.